# Türk Telekomspor (Basketball)
Die Türk Telekom Basketbol Takımı ist die Basketballabteilung des türkischen Sportvereins Türk Telekom Gençlik Spor Kulübü aus Ankara. Die 1980 gegründete Abteilung spielt seit 1991 als Profimannschaft in der Türkiye Basketbol Ligi erstklassig und gewann den nationalen Pokalwettbewerb 2008 sowie den Präsidentenpokal (türkischer Supercup) als türkischer Vizemeister und -pokalsieger 1997 und als Vizemeister und Pokalsieger 2008.
Von Dezember 2021 bis Mai 2022 war der ehemalige deutsche Nationalspieler und -trainer Henrik Rödl Cheftrainer.

## Aktueller Kader
| Nr. | Nat.               | Name              | Position | Geburt     | Größe  | Info |
| --- | ------------------ | ----------------- | -------- | ---------- | ------ | ---- |
| 3   | Turkei             | Berkan Durmaz     | Forward  | 20.02.1997 | 206 cm |      |
| 12  | Turkei             | Arda Özdoğan      | Center   | 07.05.2005 | 213 cm |      |
| 14  | Turkei             | Atakan Biçer      | Forward  | 03.04.2005 | 209 cm |      |
|     | Vereinigte Staaten | Michael Devoe     | Guard    | 17.12.1999 | 193 cm |      |
|     | Turkei             | Ata Kahraman      | Guard    | 15.02.1999 | 193 cm |      |
|     | Turkei             | Doğuş Özdemiroğlu | Guard    | 17.04.1996 | 191 cm |      |
|     | /                  | Jaleen Smith      | Guard    | 24.11.1994 | 190 cm |      |
|     | Lettland           | Andrejs Gražulis  | Forward  | 21.07.1993 | 202 cm |      |
|     | Turkei             | Yavuz Gültekin    | Forward  | 17.07.2000 | 198 cm |      |
|     | Vereinigte Staaten | Jordan Usher      | Forward  | 21.02.1998 | 202 cm |      |
|     | Vereinigte Staaten | Kris Bankston     | Center   | 11.06.1999 | 205 cm |      |
|     | Montenegro         | Marko Simonović   | Center   | 15.10.1999 | 213 cm |      |

| Nat.   | Name      | Position   |
| ------ | --------- | ---------- |
| Turkei | Erdem Can | Head Coach |

| Abk. | Bedeutung                       |
| ---- | ------------------------------- |
| Nr.  | Trikotnummer                    |
| Nat. | Nationalität                    |
| C    | Mannschaftskapitän              |
| S    | Suspension                      |
|      | Verletzungsbedingte Inaktivität |

## Bekannte Spieler
| - Sergei Basarewitsch 1997/98 - Goran Jagodnik 1999/2000 - Miroslav Radošević 2000–2002 - Derrick Alston 2006/07 - Jan Jagla 2006/07, 2010/11 - Khalid El-Amin 2007–2009 - Michael Wright 2007–2009, 2011–2012 | - Roderick Blakney 2008/09 - Demond Mallet 2009/10 - Hüseyin Beşok 2009/10 - Ricky Davis 2010 - Heiko Schaffartzik 2010/11 - Sani Bečirovič 2010/11 - K’Zell Wesson 2010/11 | - Mehmet Okur 2011 - Simas Jasaitis 2011–2012 - Kaspars Kambala 2011–2012 - Darius Washington 2011–2012 |

## Sponsorennamen
- PTT (1991–1996)
- Türk Telekom PTT (1996–1998)
- Türk Telekom (seit 1998)